# Yucca angustissima subsp. kanabensis
Yucca angustissima subsp. kanabensis ist eine Unterart der Pflanzenart Yucca angustissima in der Familie der Spargelgewächse (Asparagaceae). Ein englischer Trivialname ist „Kanab Yucca“.

## Beschreibung
Yucca angustissima subsp. kanabensis wächst solitär oder bildet kleine Gruppen, manchmal mit kurzem Stamm. Die variablen, grünen Laubblätter sind 45 bis 75 cm lang und 0,6 bis 2 cm breit.
Der über den Blättern beginnende Blütenstand wird 1,5 bis 3 Meter hoch. Typisch sind die dünnen, langen flexiblen Blätter, im Gegensatz zu den Unterarten Yucca angustissima subsp. angustissima und Yucca angustissima subsp. toftiae mit kürzeren Blättern. Die hängenden, glockenförmigen, kugeligen, weißen bis cremefarbenen Blüten weisen eine Länge von 5,5 bis 6,5 cm und einen Durchmesser von 2 bis 4 cm auf. Im Osten des Verbreitungsgebietes sind Übergangsformen angesiedelt, die der Unterart Yucca angustissima subsp. angustissima nahestehen. Die Blütezeit ist im Mai bis Juli.
Yucca angustissima subsp. kanabensis ist in Mitteleuropa bis minus 20 °C frosthart. Sie ist selten in Sammlungen zu finden.

## Verbreitung
Yucca angustissima subsp. kanabensis ist in den US-Bundesstaaten Utah und Arizona in der Great Basin Wüste auf sandigen Hügeln in offenem Waldland in Höhenlagen zwischen 1300 und 2300 Metern verbreitet. Sie wächst vergesellschaftet mit Sclerocactus parviflorus und verschiedenen Kakteen-Arten.

## Systematik
Der botanische Namen wurde nach dem Hauptverbreitungsgebiet nahe der Stadt Kanab in Utah gewählt. Die Beschreibung durch Fritz Hochstätter unter dem Namen Yucca angustissima subsp. kanabensis ist 1998 veröffentlicht worden.
Synonyme sind Yucca kanabensis McKelvey und Yucca angustissima var. kanabensis Reveal.

## Bilder
Yucca angustissima subsp. kanabensis:

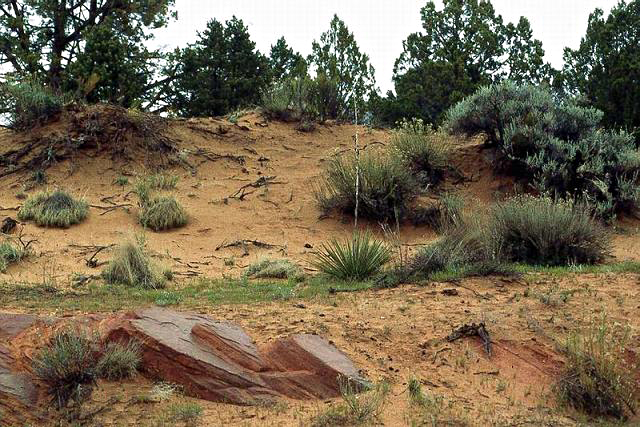
In Sandboden wachsend im Juni in Utah
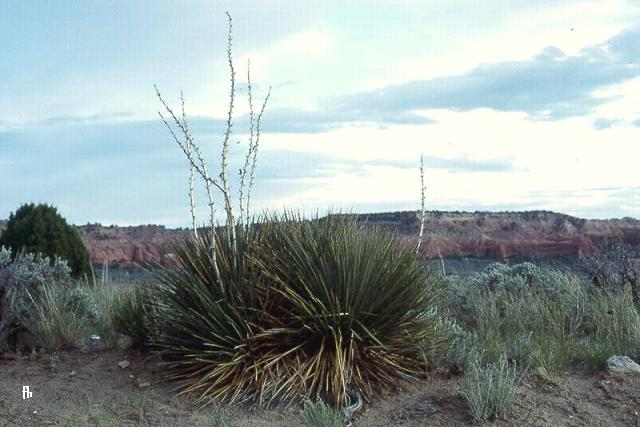
Mit Blütenstandresten im Oktober in Utah